# Radio Alto
Radio Alto est une station de radio qui émet sur le massif des Bauges en Savoie et Haute-Savoie depuis novembre 2006. Le Conseil supérieur de l'audiovisuel lui a délivré une autorisation d'émettre le 20 août 2006 en qualité de radio associative de catégorie A.

## Histoire
Radio Alto est une station de radio locale française diffusée dans massif des Bauges ainsi qu'en Savoie et Haute-Savoie. Elle fut créée en 2006 et émet depuis la même année.
Sa diffusion se fait à deux niveaux : localement aux moyens d'émetteurs FM qui permettent de couvrir une grande partie du massif (FM en 94,8 MHz) et partout via internet et le site de la radio.
La zone de diffusion principale correspond au massif des Bauges. C’est un espace géographiquement bien délimité, situé au cœur d’un massif montagneux dont l’accès se fait presque exclusivement par des cols. Canton rural doté d’une identité forte, zone centrale d’un Parc Naturel Régional, le massif des Bauges est perçu comme un milieu fermé où se mêle une mentalité traditionnelle à de nouvelles populations issues du milieu urbain. Le bassin de population correspond à environ 12 000 personnes.
Pour les initiateurs du projet, la création de ce média visait à assurer un service local, privilégier le lien social et évoquer les enjeux liés au massif.
La radio diffuse 24h/24, 7j/7. Ses programmes alternent journaux d’informations, agendas culturels, émissions thématiques quotidiennes (local, environnement, culturel, ouverture sur l’extérieur etc) et musique. 
Radio Alto fonctionne grâce au travail de quatre salariés employés à temps partiel et à l'implication d'une quarantaine de bénévoles.

## Fonctionnement
Radio Alto est un média libre sans publicité, adhérent de la Confédération des radios associatives non commerciales de Rhône-Alpes, éligible au Fonds de soutien à l'expression radiophonique.